# Tiernan Lynch
Tiernan Lynch, né le 27 mars 1976 à Belfast en Irlande du Nord est un entraîneur de football nord-irlandais. Double champion d'Irlande du Nord avec le Larne Football Club en 2023 et 2024, il dirige depuis décembre 2025 le Derry City Football Club.

## Jeunesse
Tiernan Lynch grandit dans le quartier de New Lodge dans le nord de Belfast. Il commence le football au Somerton FC. Sa famille déménage ensuite vers Whitewell et il rejoint le club de Star of the Sea.
Il joue ensuite pour le Newington Football Club pendant deux saisons avant de rejoindre à l'âge de 16 ans le Cliftonville FC. Il joue avec les moins de 18 ans puis dans l'équipe réserve. Il est prêté aux Carrick Rangers qui jouent en deuxième division pour la saison 1997-1998.
Lynch part ensuite aux États-Unis pour poursuivre sa scolarité à l'Université de Long Island. Il y suit une scolarité autour du football avec une bourse d'étude et passe ses diplômes d'entraîneur. Il dit y avoir découvert une autre manière d'entraîner que celle qu'il avait connu jusqu'ici, se concentrant d'avantage sur l'aspect technique que sur l'aspect physique.
De retour en Irlande du Nord après trois ans à New York, il seconde son frère Seamus alors entraîneur des moins de 18 ans de Cliftonville entre 2005 et 2011. Son séjour aux États-Unis lui a permis de réaliser qu'il existait un vide sur le marché irlandais en matière d'éducation et de développement des compétences footballistiques. Le Belfast Metropolitan College accepte l'idée et crée la première académie de football à temps plein d'Irlande du Nord, sous la direction des frères Lynch. L'académie participe au développement de joueurs professionnels tels que Jordan Stewart, Joel Cooper, Jay Donnelly et Gavin Whyte.

## Larne FC
Lynch est assistant-manager au Glentoran FC entre 2012 et 2016, d'abord sous Eddie Patterson, puis Alan Kernaghan, et plus tard sous Roy Coyle et Gary Haveron.
En 2017, il est nommé manager de l'équipe première du Larne Football Club. Lors de sa deuxième saison en tant que responsable, Lynch remporte le championnat de deuxième division après une série de 22 matchs sans défaite, ce qui vaut à Larne une promotion en première division. Le club évoluait en Championship depuis sa relégation en 2008. La qualification pour l'Europa Conference League 2021-22 permet à Lynch et à Larne de disputer leurs premiers matches en compétition européenne. Ils éliminent Bala Town et AGF Aarhus avant de s'incliner face à Paços de Ferreira.
Lynch mène Larne vers le premier titre de champion d'Irlande du Nord en 2022-23 et défend son titre victorieusement la saison suivante. En 2024-25, Lynch est devenu le premier manager d'une équipe de la Ligue irlandaise à se qualifier pour la phase de groupes d'une compétition européenne, en participant à la phase de championnat de la Ligue Conference. St. Johnstone, club de première division écossaise, l'approche pour qu'il prenne en charge l'équipe première, mais il n'a pas réussi à s'entendre sur les conditions personnelles et décline l'offre.

## Derry City FC
Le 18 novembre 2024 est signe un contrat de trois ans avec le Derry City Football Club.

## Palmarès
- Championnat d'Irlande du Nord
  - Vainqueur avec le Larne Football Club en 2022-2023 et 2023-2024.

- Championnat d'Irlande du Nord de deuxième division
  - Vainqueur avec le Larne Football Club en 2018-2019

- Charity Shield
  - Vainqueur avec le Larne Football Club en 2024